# Kameruni szövőmadár
A kameruni szövőmadár vagy Bates-szövőmadár (Ploceus batesi) a madarak osztályának a verébalakúak (Passeriformes) rendjéhez, ezen belül a szövőmadárfélék (Ploceidae) családjához tartozó faj.

## Előfordulása
Kamerun szubtrópusi és trópusi síkvidéki erdeiben honos.

## Megjelenése
Testhossza 12–14 centiméter. A hím feje fényes gesztenyebarna, torka fekete.